# Ivica Banović
Ivica Banović est un footballeur international croate né le 2 août 1980 à Zagreb en Croatie. Il évolue actuellement comme milieu de terrain pour le FC Energie Cottbus en Bundesliga.

## Carrière
- 1986-2000 :  NK Zagreb
- 2000-2004 :  Werder Brême
- 2004-2007 :  1. FC Nuremberg
- 2007-2011 :  SC Fribourg
  - jan.-juin 2011 :  MSV Duisbourg (prêt)
- depuis 2011-  :  FC Energie Cottbus

## Palmarès
- Werder Brême
  - 2004 : Champion de Bundesliga
  - 2004 : Vainqueur de la Coupe d'Allemagne
- FC Nuremberg
  - 2007 : Vainqueur de la Coupe d'Allemagne
- SC Fribourg
  - 2009 : Champion de 2.Bundesliga
- MSV Duisbourg
  - 2011 : Finaliste de la Coupe d'Allemagne